# Adobe XD
Adobe XD (dříve známý jako Adobe Experience Design) je software pro tvorbu vektorového designu určený pro návrh uživatelského rozhraní a prototypování, využívaného u webových a mobilních aplikací, vyvinutý a publikovaný společností Adobe Inc. V současné době[kdy?] je software ponechán v režimu údržby, tedy již pro něj nejsou vyvíjeny nové funkce a je pouze zachována podpora pro stávající zákazníky.

## Historie
Společnost Adobe poprvé oznámila vývoj nového nástroje pro design a prototypování rozhraní s názvem „Project Comet“ na každoroční konferenci Adobe MAX v říjnu 2015. Tento projekt byl reakcí na rostoucí popularitu softwaru Sketch, editoru zaměřeného na UX a UI design, který byl uveden na trh již v roce 2010.
První veřejná beta verze byla vydána pro macOS pod názvem „Adobe Experience Design CC“ v březnu roku 2016 a byla dostupná všem uživatelům s Adobe účtem. V prosinci téhož roku byla vydána i beta verze pro Windows 10. V říjnu 2017 společnost Adobe na své Adobe MAX konferenci oznámila, že Adobe XD vystupuje z beta verze.
Dne 15. září 2022 společnost Adobe oznámila, že uzavřela dohodu o akvizici konkurenčního produktu Figma se stejnojmennou developerskou společností za přibližně 20 miliard dolarů. V polovině roku 2023 bylo při probíhají akvizici oznámeno, že produkt Adobe XD již nebude nabízen k zakoupení. V polovině prosince téhož roku společnosti Figma a Adobe společně oznámily, že se vzájemně dohodly na zrušení své fúze. Po této neúspěšné akvizici společnost Adobe uvedla, že do Adobe XD již nebude nadále investovat.

## Vlastnosti a funkce programu
Software vyniká ve vytváření prototypů s bohatými interakcemi a animacemi, dokáže simululovat reálné uživatelského prostředí a jeho aplikace funguje bez závislosti na internetu.

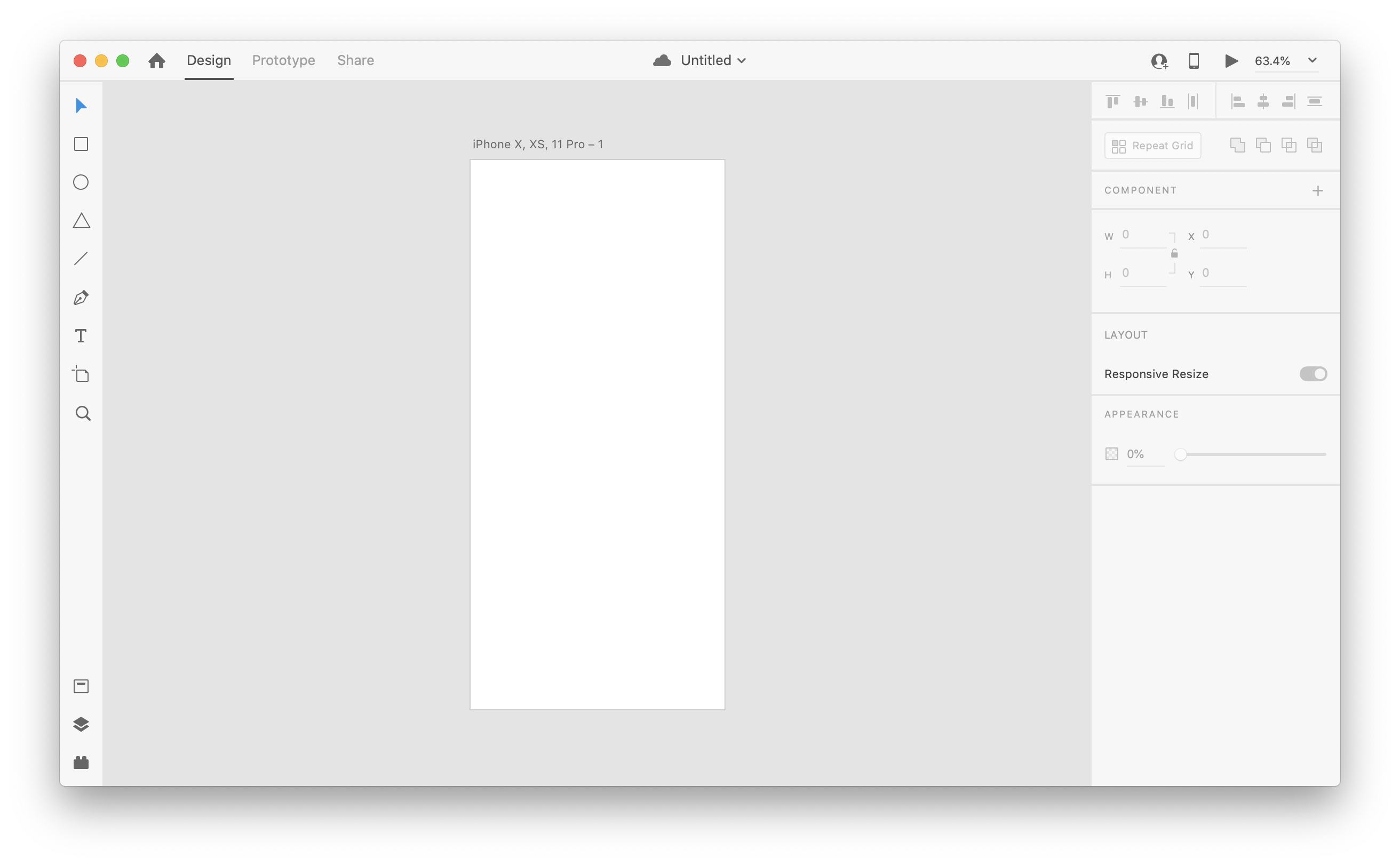
Software Adobe XD spuštěný na operačním systému macOS Catalina.

### Nástroje pro návrh designu
Program poskytuje robustní sadu nástrojů pro vektorový design, včetně tvarů, textu a nástrojů pera. Uživatelé tak mohou vytvářet a upravovat komponenty, jako jsou loga, tlačítka a další prvky a zachovat je i pro opakované použití. Spolu se správou barev, styly znaků a komponenty jsou ukládány v knihovnách.

#### Opakující se mřížka
Pro úlohy, které zahrnují duplikaci obsahu, nabízí Adobe XD funkci, která umožňuje vytvářet mřížky opakujících se položek. Několika kliknutími je tak možné vytvořit opakující se prvky, jako jsou seznamy nebo rozvržení karet. Veškeré změny provedené na jedné instanci prvku se automaticky projeví v celé mřížce.

#### Responzivní změna velikosti
Tato funkce automaticky přizpůsobí prvky, jejich velikost a rozmístění na nákresech pro různá zařízení, jako jsou mobilní telefony nebo počítače a zároveň zachová integritu svých návrhů.

#### Prototypy a animace
Adobe XD umožňuje vytvářet klikatelné prototypy s interaktivními prvky, přechody a animacemi, které přesně napodobují uživatelskou zkušenost. To umožňuje zúčastněným stranám testovat a poskytovat zpětnou vazbu k funkčnosti. Tyto prototypy mohou být zobrazeny na podporovaných mobilních zařízeních.

### Interoperabilita
Adobe XD je integrován v balíčku služeb Adobe Creative Cloud, je tak snadno přístupný pro ty, co již pracují s Photoshopem, Illustratorem a dalšími nástroji Adobe. Díky tomuto propojení je umožněn snadný přenos souborů mezi aplikacemi. Kromě propojení s Adobe Creative Cloud může Adobe XD spolupracovat i s dalšími nástroji a službami, jako jsou Slack a Microsoft Teams. Pro zajištění vyšší bezpečnosti při odesílání prototypů software nabízí možnost vyžadovat heslo.
Program je kompatibilní s vlastními pluginy, tak i pluginy třetích stran, které přidávají další funkce a možnosti využití. Pluginy pokrývají oblasti designu, automatizace a animace a umožňují integraci s externími službami a nástroji.

## Vzdělávání se v programu
I když již aplikace není aktivně vyvíjena, společnost Adobe na svých stránkách nadále nabízí vzdělávací články a videa.

### Příručka Adobe XD
Slouží jako podrobný průvodce, který zahrnuje základní i pokročilé funkce Adobe XD. Nabízí návody a tipy pro efektivní používání programu při navrhování uživatelských rozhraní, vytváření prototypů, práci s komponentami a další klíčové aspekty designu. Společnost má na svých stránkách i sbírku krátkých tutoriálů a výukových materiálů rozdělených do kategorií podle zaměření tvorby.

### Adobe Live
Platforma Behance nabízí záznamy živých přenosů, zahrnující online workshopy, výukové lekce a ukázky tvorby od profesionálních designérů a tvůrců pro různé aplikace Adobe, včetně Adobe XD, Photoshopu a Illustratoru.